# إليز سيويل
إليز سيويل (بالإنجليزية: Elyse Sewell)‏ هي عارضة أمريكية، ولدت في 10 يونيو 1982 في ألباكركي في الولايات المتحدة.

## وصلات خارجية
- إليز سيويل على موقع IMDb (الإنجليزية)
- إليز سيويل على موقع دليل عارضات الأزياء (الإنجليزية)